# Capela Mayrink
A Capela Mayrink, localizada perto do perto do Centro de Visitantes do Parque Nacional da Tijuca (PNT), no Rio de Janeiro, foi construída em 1855 pelo Visconde Antônio Alves Souto, proprietário da Fazenda Boa Vista.
Seu nome original era Nossa Senhora de Belém. Passou a se chamar Capela Mayrink em 1896, após a área ser vendida ao Conselheiro Francisco de Paula Mayrink. 
No altar da capela há réplicas de quatro telas do pintor Cândido Portinari, intitulados “Nossa Senhora do Carmo com o menino Jesus no colo”; “São Simão Stock”; “São João da Cruz”; e o “Purgatório”. Os originais estão hoje sob custódia do Museu Nacional de Belas Artes. 
A capela foi reformada na década de 1940 por encomenda do administrador do PNT, Raymundo Ottoni de Castro Maya, pelo arquiteto Wladimir Alves de Souza, que refez a fachada e projetou um pequeno campanário instalado ao lado da edificação. Os jardins e a banheira do pátio, em mármore de Carrara, foram idealizados pelo paisagista Roberto Burle Marx.